# Commissions d'enquête sur le naufrage du Titanic

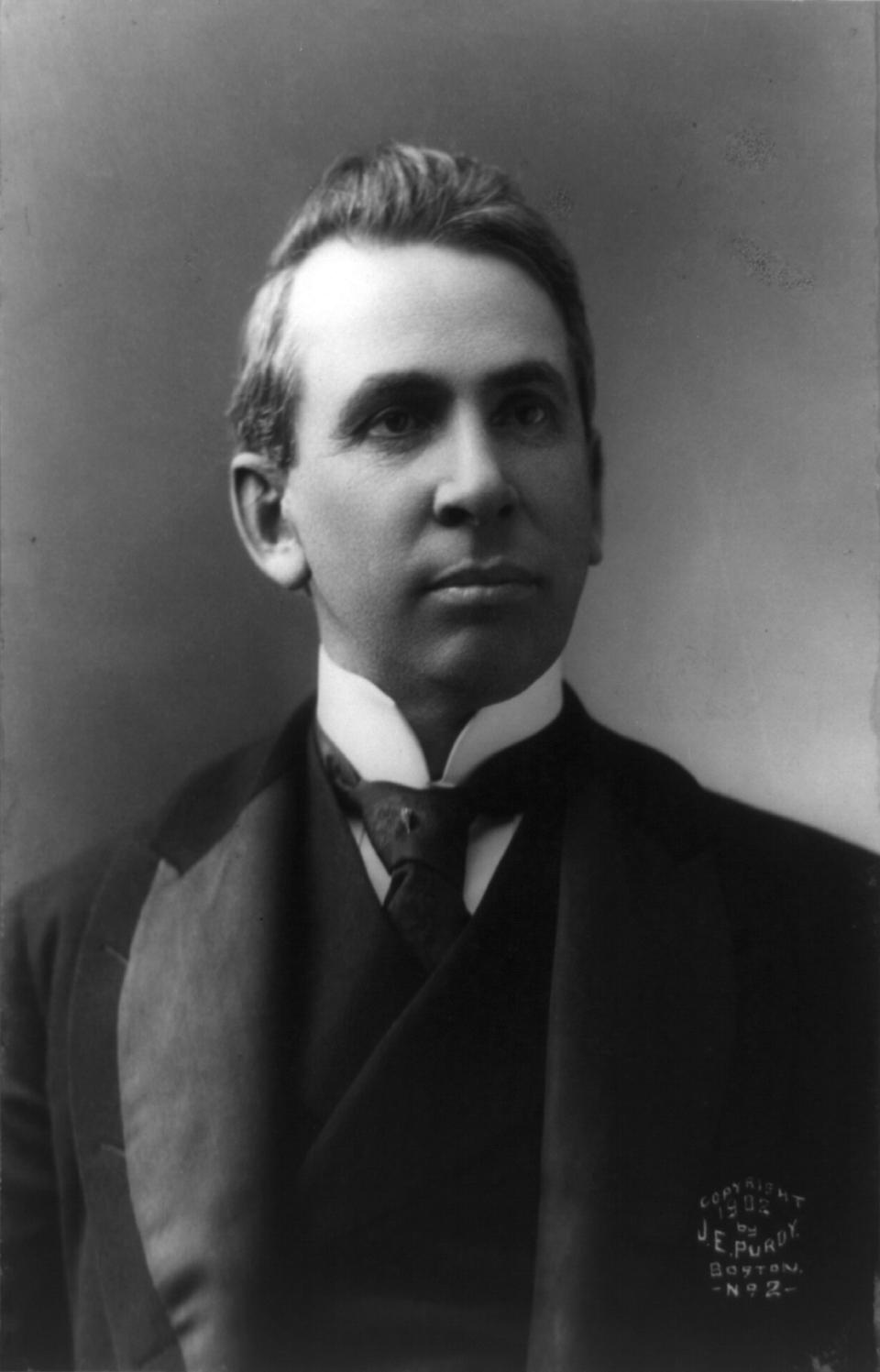
Le sénateur William Alden Smith a été chargé de diriger la commission d'enquête américaine sur le naufrage du Titanic.

À la suite du naufrage du Titanic le 15 avril 1912, deux commissions d'enquête sont organisées pour tenter de déterminer les causes de ce drame qui avait entraîné la mort de 1 500 personnes, afin d'éviter qu'un tel événement se reproduise. La première commission, menée par le Sénat des États-Unis sous la houlette de William Alden Smith, se déroule du 19 avril au 25 mai 1912. La seconde, menée pour le Tribunal des naufrages britannique par Lord Mersey, s'étend pour sa part du 2 mai au 3 juillet de la même année. Nombre de personnes sont interrogées : passagers et membres d'équipage survivants, capitaines de navires voisins des lieux du drame, officiels de la compagnie et marins expérimentés.
Ces commissions ne vont pas sans polémiques. Ainsi, le sénateur Smith se voit fortement reprocher par la presse britannique sa méconnaissance du monde maritime qui fait perdre du temps durant l'enquête. Il est également critiqué pour son action trop politique : plus que le naufrage, il semble en effet vouloir s'attaquer au système des trusts en s'en prenant à l’International Mercantile Marine Company (IMM), propriétaire du paquebot. De même, la commission britannique évite soigneusement de porter des jugements qui pourraient entraver la marine de son pays. Enfin, les deux commissions attaquent durement le capitaine Stanley Lord, commandant du Californian, accusé de ne pas avoir secouru le navire naufragé, bien que son rôle la nuit de la catastrophe reste peu clair.
Cependant, le bilan de ces deux enquêtes est positif. Elles permettent en effet une remise en question totale des règles de sécurité à bord des navires, en accroissant notamment le nombre de dispositifs de sauvetage, en s'assurant que chaque navire soit plus robuste et équipé pour mieux repérer les obstacles, et en créant une patrouille internationale des glaces. Par ailleurs, les débats menés durant les commissions sur la façon dont le Titanic aurait dû heurter l'iceberg qui l'a fait sombrer poussent les marins à changer leur façon de naviguer.

## Origines

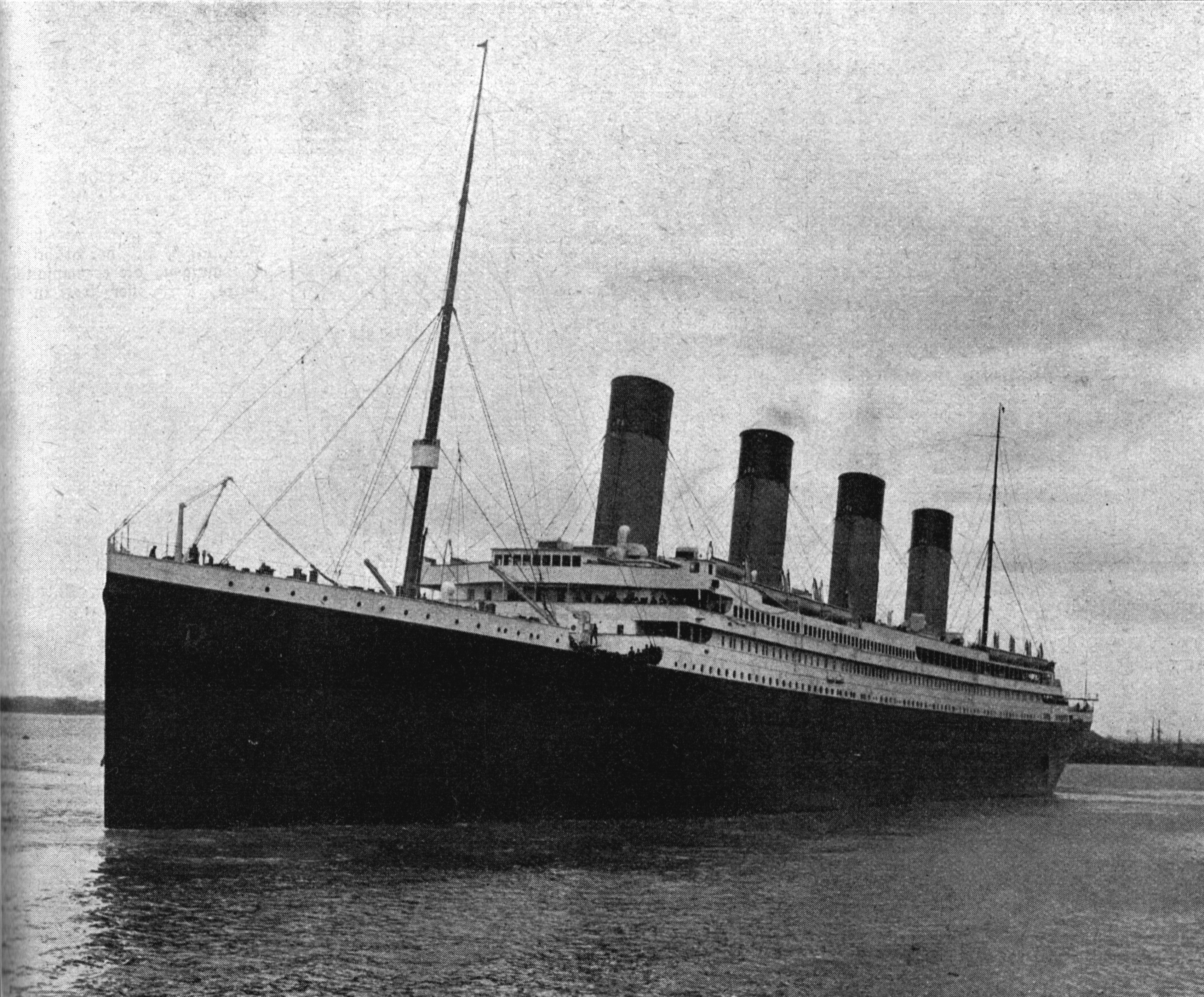
Plus grand naufrage de l'histoire à son époque, le drame du Titanic a entraîné maints questionnements sur la sécurité en mer.

Lorsqu'il fait naufrage dans la nuit du 14 au 15 avril 1912, le Titanic emporte avec lui 1 496 victimes. C'est alors le plus grand naufrage de l'histoire, bientôt rattrapé par l'Empress of Ireland, puis le RMS Lusitania. Bien que plus commun qu'aujourd'hui, les naufrages n'avaient jamais emporté tant de vies, le tonnage des navires ayant quadruplé depuis les dernières règlementations mises en place par la Commission du commerce, en 1894. La presse ne parle que du Titanic dans les jours qui suivent, relayant des informations souvent erronées ou approximatives. C'est d'ailleurs un des premiers cas de fake news à grande échelle. Le Petit Parisien explique par exemple dans un article paru le 18 avril 1912 que les « 2358 personnes à bord ont pu être sauvées ». Une question apparaît alors : comment le plus grand navire au monde, conçu de façon à être pratiquement insubmersible, a-t-il pu couler à cause d'un iceberg, et pourquoi ce naufrage a-t-il fait tant de victimes ?
Aux États-Unis, le sénateur républicain William Alden Smith prend personnellement les choses en main. Après avoir demandé au président Taft si quelque chose était prévu, et avoir reçu une réponse négative, il propose au Sénat une motion pour que le Comité au commerce se charge d'une enquête sur le naufrage. La motion est votée à l'unanimité, et Smith est choisi comme président de cette commission, assisté de huit autres sénateurs (quatre républicains et quatre démocrates).
Au Royaume-Uni, pays d'origine du paquebot et de son équipage, une enquête est également demandée par le Board of Trade le 22 avril. C'est le Tribunal des naufrages qui doit s'en charger, et la création d'une commission est décidée par le ministère de la Justice dès le lendemain. Celle-ci est dirigée par John Charles Bigham, plus connu en tant que Lord Mersey, assisté de cinq autres hommes, tous experts en construction navale.

## Déroulement des commissions

### Commission sénatoriale américaine

#### Premier jour

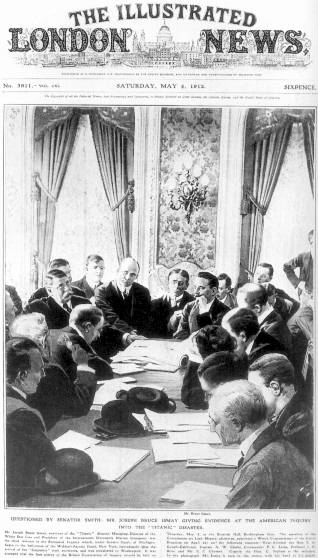
L'audition de Joseph Bruce Ismay est un temps fort de la commission d'enquête.

Le « sous-comité du Comité au commerce » chargé de l'enquête se réunit à partir du 19 avril à l'hôtel Waldorf-Astoria de New York. La veille au soir, les rescapés du naufrage sont arrivés aux États-Unis à bord du Carpathia, le navire venu à leur secours. À la demande du sénateur Smith, les quatre officiers rescapés du naufrage, douze autres membres d'équipage et le président de la White Star Line Joseph Bruce Ismay sont priés de ne pas quitter le pays.
Le vendredi 19, le sous-comité se réunit à 10 h 30 dans la salle de réceptions de l'hôtel, en présence de nombreux journalistes. Après la lecture par Smith d'une déclaration sur les origines et buts de la commission, Ismay est le premier témoin appelé. Celui-ci a, depuis la veille, la presse américaine contre lui, et est déjà affublé du surnom de « Brute Ismay ». On l'accuse en effet d'avoir poussé le commandant Edward Smith à accélérer dans une zone dangereuse, et d'avoir pris place dans un canot de sauvetage quand d'autres sont morts en héros. Lorsqu'il se présente à la commission, le président de la compagnie est entouré de deux gardes du corps, par mesure de précaution. Durant son interrogatoire, Ismay commence par décrire ses souvenirs des faits, mentionnant notamment la vitesse du navire jour par jour et la qualité de sa conception. Ensuite, Smith lui pose une batterie de questions, parfois très techniques, sur des sujets divers : ses rapports avec le capitaine, la façon dont il a survécu au naufrage, la provenance de certains équipements du navire… À plusieurs reprises, le sénateur tente, sans succès, de faire apparaître les rapports entre Ismay et le commandant, et la responsabilité du président de la compagnie dans le naufrage, en vain. Ismay est finalement congédié, mais prié de rester à disposition des enquêteurs.
Le deuxième appelé du jour est le capitaine du Carpathia, Arthur Rostron. Héros du drame, il est tout d'abord félicité par l'assistance, puis fait un récit détaillé de la nuit du naufrage, détaillant les dispositions qu'il a prises pour se rendre le plus vite possible auprès du Titanic et pour recueillir efficacement les rescapés. Durant son témoignage, la commission s'attarde également sur le nombre de canots à bord des navires, et Rostron explique que le nombre d'embarcations ne dépend pas de la taille du navire, mais de sa conception et de sa robustesse. Vient ensuite Guglielmo Marconi, pionnier de la TSF, qui est appelé à revenir sur le rôle joué par sa technologie dans le naufrage. Le deuxième officier, Charles Lightoller, est ensuite appelé à témoigner. Rapidement exaspéré par les approximations et les questions parfois peu adaptées du sénateur Smith, le marin devient presque insolent, et ne révèle que peu de choses nouvelles à la commission. Deux derniers témoins interviennent ce jour-là : l'opérateur radio du Carpathia, Harold Cottam, et Alfred Crawford, steward rescapé.

#### Suite de l'enquête

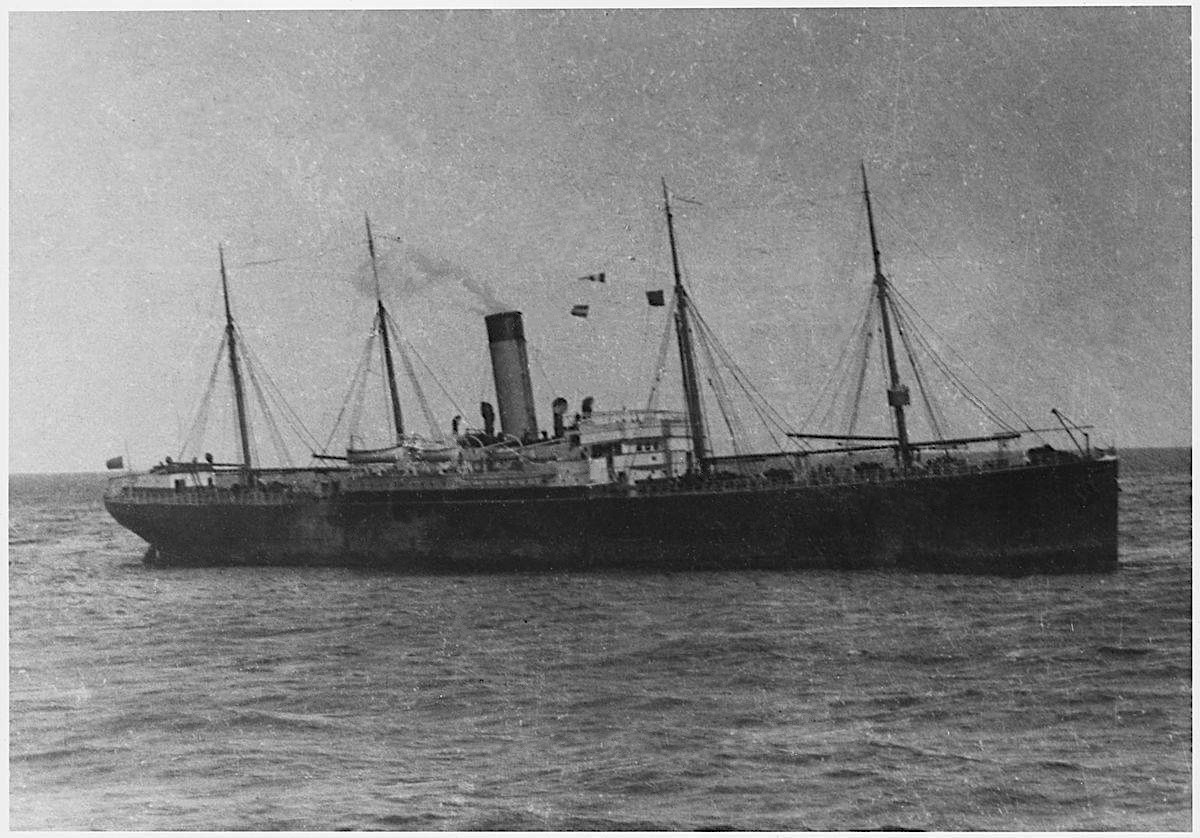
L'inaction de l'équipage du Californian la nuit du drame a été fortement condamnée durant la commission d'enquête américaine.

Le deuxième jour, la commission se réunit dans une salle plus vaste, afin de permettre à la masse de journalistes présents d'entendre les témoignages. Avant l'audience, Ismay déclare que, désormais, tous les navires de toutes les compagnies au sein de l’International Mercantile Marine Company seront équipés de canots en nombre suffisant. Les interrogatoires commencent ensuite. Harold Cottam est à nouveau questionné, ainsi que son homologue du Titanic, Harold Bride. Leur témoignage met notamment en évidence les incohérences et soucis de communication entre opérateurs radio de compagnies différentes,. Un troisième témoin est appelé ce jour-là : Herbert Pitman, troisième officier du paquebot.
Un autre cas épineux est étudié le 22 avril, troisième jour d'enquête. Le premier témoin appelé est Phillip Franklin, vice-président de l'IMM Co., appelé à s'expliquer sur les informations erronées transmises par la compagnie à la presse. Toute la journée du 15 avril, en effet, les bureaux de la White Star Line n'ont cessé de répéter que le Titanic, en difficulté, était remorqué vers Halifax. Un télégramme de provenance inconnue, mais décrit comme venant de la White Star Line est également envoyé dans ce sens à un sénateur. La véritable nouvelle n'est apprise par Franklin que le 15 avril vers 18 h 30, et c'est lui qui l'officialise une demi-heure plus tard. Sur tout cela, Franklin est incapable de se justifier convenablement et en appelle aux difficultés à joindre les navires en mer. Son image se ternit encore plus lorsqu'il explique que le salaire de tous les membres d'équipage a été suspendu à minuit le 15 avril, conformément aux règles des compagnies en cas de sinistre.
Dans les jours qui suivent, nombre d'autres sont interrogés : le quatrième officier, Joseph Boxhall, Harold Lowe, cinquième officier, Frederick Fleet, le veilleur qui a vu l'iceberg, Robert Hichens, le quartier-maître en poste au moment de la collision, ainsi que des passagers comme le major Peuchen. Le soir du sixième jour, les sénateurs se répartissent les tâches pour interroger un grand nombre de témoins qui sont principalement des marins et des stewards. Le vendredi 26 avril éclate la controverse du Californian : selon un de ses chauffeurs, Ernest Gill, le navire était en vue du Titanic lors de son naufrage et n'a rien fait. Cependant, d'autres membres d'équipage prétendent que le Titanic était hors de vue. Des rescapés ont par ailleurs mentionné un navire mystérieux, au loin, qui semblait s'éloigner. Pour Smith, cela ne fait aucun doute, le Californian est bien le navire mystérieux, et son capitaine, Stanley Lord, se voit rendu coupable de ne pas avoir prêté assistance aux naufragés.
Les derniers jours consistent en des interrogatoires de multiples passagers, et aux rappels de témoins déjà interrogés. Un jour est également consacré à l'étude des positions des glaces avec l'aide d'un hydrographe de l’US Navy, John J. Knapp. Le 30 avril, Ismay est rappelé une dernière fois. Il quitte ensuite le territoire américain avec les officiers à bord de l’Adriatic pour apparaître devant la commission britannique. Des interrogatoires se poursuivent cependant aux États-Unis jusqu'à la fin du mois de mai, avec notamment un passage à bord du sister-ship du Titanic, l’Olympic, pour y interroger son capitaine, Herbert James Haddock, le 25 mai. Au total, quatre-vingt-deux témoins sont entendus.

### Commission britannique

#### Audiences des acteurs du drame

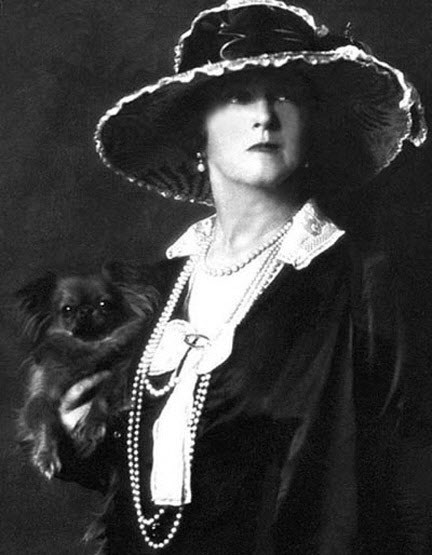
Lady Duff Gordon et son époux, mentionnés à maintes reprises dans les journaux à la suite du naufrage pour être partis dans un canot aux trois-quarts vide, ont témoigné devant la commission britannique.

La commission d'enquête britannique débute le 2 mai 1912 sous la direction de Lord Mersey. Contrairement à la commission américaine, celle-ci est menée par des gens connaissant la marine. Bien qu'il ne s'agisse pas d'un procès, le fonctionnement de la commission est similaire, avec avocats et procureur. Lord Mersey et ses assistants cherchent à répondre à 25 questions sur le naufrage, allant de la navigation à l'évacuation des passagers. Le premier jour est consacré à l'exposition de ces questions. Dans les jours qui suivent témoignent un grand nombre de membres d'équipage, marins comme membre du personnel hôtelier, en particulier le veilleur Reginald Lee et le chef boulanger Charles Joughin. L'équipage du Californian témoigne le 14 mai, ainsi que le capitaine du Mount Temple.
Le dixième jour d'enquête marque un nouveau scandale avec l'interrogatoire du veilleur George Symons et de Sir Cosmo Duff Gordon. Tous deux se trouvaient en effet à bord du canot no 1, parti avec 12 personnes à son bord pour 47 places. Symons est sévèrement malmené par la commission, et traité à plusieurs reprises de lâche pour ne pas être retourné chercher d'autres naufragés. L'apparition de Duff-Gordon fait également sensation : l'homme et son épouse Lucy ont en effet donné aux sept membres d'équipage de leur canot 25 dollars pour rembourser les biens perdus dans le naufrage. Ceci passe pour une tentative de corruption, et la commission tente de démêler le vrai du faux, déduisant finalement que le couple n'a rien à se reprocher. La réputation du couple est cependant ternie.
Le douzième jour est entièrement consacré au témoignage de Charles Lightoller. Celui-ci fait en effet face à une impressionnante série de plus de 1 600 questions sans cesser de défendre la White Star Line. Le lendemain, les trois autres officiers rescapés sont appelés à témoigner. Suivent également le témoignage de plusieurs des témoins de la commission américaine revenus en Angleterre, dont Frederick Fleet et Harold Cottam. Le 4 juin se conclut par le témoignage de Joseph Bruce Ismay qui réussit à convaincre la commission qu'il n'a eu aucune influence sur la vitesse du navire.

#### Interventions d'experts

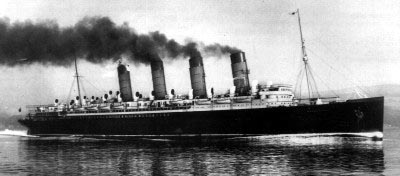
La commission britannique a prouvé que face à des dommages similaires à ceux reçus par le Titanic, le Mauretania aurait vraisemblablement chaviré.

En plus des témoins du drame, la commission appelle des experts pour mieux comprendre les causes du désastre. Vient en premier lieu Edward Wilding, architecte naval des chantiers Harland & Wolff (constructeurs du paquebot), qui explique que, si le Titanic avait foncé droit dans l'iceberg, seuls ses deux compartiments avant auraient été inondés, et le navire n'aurait, de fait, pas sombré. Avec l'expertise de l'architecte Leonard Peskett, concepteur du Mauretania, il tente de voir si des cloisons étanches dans le sens de la longueur (comme sur le Mauretania), en plus de celles dans le sens de la largeur dont il était équipé, auraient sauvé le Titanic. La réponse est négative : dans des conditions similaires, le navire de la Cunard Line aurait affiché une très importante gîte qui aurait même pu le faire chavirer.
Le 19 juin, la commission appelle un certain nombre de commandants renommés à témoigner. Tous s'accordent à dire qu'ils ont l'habitude de traverser les zones dangereuses à pleine vitesse tant que le temps reste clair, jusqu'à ce que des glaces soient effectivement en vue. La seule voix discordante est celle de Sir Ernest Shackleton : « On n'a pas le droit d'aller à une telle vitesse dans une zone de glaces… Je pense que les risques d'accident sont fortement accrus par la vitesse à laquelle va le navire. »

## Des commissions controversées

### Des enquêteurs inexpérimentés

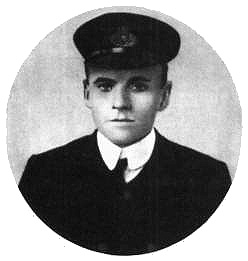
Le deuxième officier Charles Lightoller a fortement critiqué l'inexpérience du sénateur Smith durant la commission d'enquête américaine.

La commission d'enquête américaine s'est rapidement attiré les foudres de la presse britannique pour son apparente incompétence en matière d'affaires maritimes. En effet, contrairement à Lord Mersey et ceux qui l'accompagnent, tous spécialistes du domaine, William Alden Smith et les sénateurs qui l'assistent sont avant tout politiciens. Ceci entraîne très rapidement des situations qui font rire ou exaspèrent les Britanniques. Les premiers énervés par cette méconnaissance sont les officiers qui témoignent devant la commission. Charles Lightoller, qui est le premier à passer devant les sénateurs, est consterné, comme il l'écrit par la suite. Il doit en effet expliquer qu'un marin n'est pas forcément officier, mais qu'un officier est toujours un marin, ou encore que « couler par la proue » et « couler par l'avant » signifie exactement la même chose. De même, Smith pose à Harold Lowe une question qui fait rire nombre d'observateurs : « Savez-vous de quoi se compose un iceberg ? » L'officier répond un simple « De glace, monsieur ».
La remarque de Smith qui fait le plus de bruit dans la presse est une question concernant les compartiments étanches du navire. Il demande en effet si des passagers du Titanic auraient pu survivre en s'abritant dans ces compartiments. Ceux-ci ayant pour seul but d'empêcher la propagation de l'eau d'une zone du navire à une autre n'auraient en aucun cas pu abriter des gens en vie au fond de l'océan. Les journaux britanniques ont tôt fait de reprendre cette intervention du sénateur, qui est affublé du surnom de « Watertight Smith » (« Smith l'étanche »). Il s'explique par la suite sur ses propos en déclarant qu'il était au courant de ce qu'étaient les compartiments étanches, ayant visité ceux de l’Adriatic avec le capitaine Edward Smith quelques années auparavant, et qu'il voulait seulement que la chose soit claire pour tous.

### Un intérêt politique

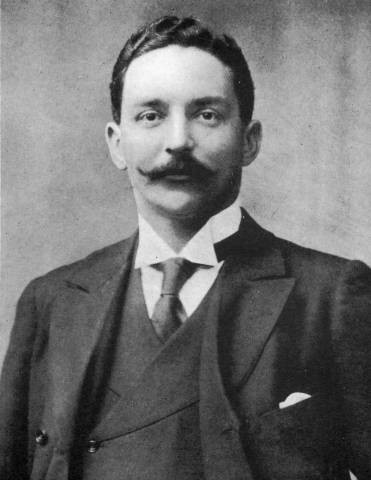
Bien que fortement chargé par le sénateur Smith, Joseph Bruce Ismay n'a pas été officiellement rendu responsable du naufrage.

Pour chaque commission d'enquête, des intérêts politiques s'ajoutent rapidement à la simple recherche des causes du naufrage du Titanic et des moyens d'y remédier. Le sénateur Smith est en effet un grand opposant aux trusts, en particulier à John Pierpont Morgan, propriétaire du navire. Si celui-ci n'apparaît pas en personne dans les commissions, il est attaqué par le biais de l’IMM Co. et de son président Joseph Bruce Ismay. Celui-ci doit par ailleurs subir rapidement la rancune du public américain poussé par la presse. Le magnat William Randolph Hearst, qui lui en veut personnellement depuis plusieurs années lance en effet une virulente campagne à son encontre, l'accusant d'avoir poussé le commandant à accroître la vitesse du navire et de n'avoir pas su mourir en héros comme tant d'autres. Ces arguments sont repris par Smith, qui tente en vain de faire reconnaître à Ismay qu'il a influencé la vitesse du navire. Cet acharnement contre Ismay reçoit une vive opposition au Royaume-Uni, où les journaux s'offusquent du comportement de la commission à son égard, et publient des témoignages en sa faveur.
Par ailleurs, les deux commissions évitent de parler de certains sujets. La commission sénatoriale américaine ne s'attarde ainsi pas sur le fait des grilles qui auraient emprisonné les passagers de troisième classe. Bien qu'il soit certain que les passagers de troisième classe n'ont pas été enfermés pour réserver l'accès aux canots aux classes supérieures, les grilles les séparant en temps normal des autres classes n'ont pas toutes été ouvertes, rendant l'accès aux ponts des embarcations plus difficile. Ces grilles répondaient à une demande des autorités sanitaires américaines, et si Smith esquive le sujet, c'est pour ne pas rendre la loi de son pays responsable d'une partie du drame.
La commission britannique n'est pas exempte de reproches, et évite de s'attarder sur le rôle joué par le manque de canots, dû au Board of Trade. De même, la White Star Line n'est en aucun cas blâmée pour le naufrage, afin de ne pas pénaliser la marine britannique et laisser le champ libre à l'Allemagne et à la France. Aucune charge n'est finalement retenue contre Ismay, qui voit cependant sa réputation définitivement entachée et doit renoncer à son poste. De même, si la vitesse du Titanic est jugée excessive, le commandant Edward Smith n'est pas rendu responsable du drame, car il s'est conformé aux pratiques de l'époque. Les époux Duff Gordon ne sont pas non plus attaqués, et les commissions concluent que les passagers de troisième classe n'ont pas subi de discrimination.

### La controverse du navire fantôme

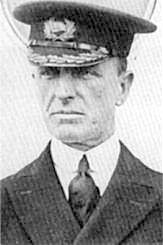
Stanley Lord, reconnu officiellement responsable de non intervention, n'a été réhabilité que des années après sa mort.

Durant les deux commissions d'enquête, un fait intrigue. Plusieurs passagers et membres d'équipage rescapés mentionnent en effet les feux d'un navire mystérieux qu'ils n'ont pas réussi à atteindre. Il semble même pour certains que le navire se soit finalement éloigné et ait disparu. Un navire, le cargo Californian de la Leyland Line se trouvait en effet dans les environs. Son opérateur radio, Cyril Evans, avait même prévenu le Titanic, vers 23 h 30, de la présence d'un champ de glaces qui l'avait forcé à stopper. Cependant, rabroué par l'opérateur du Titanic, Jack Phillips, Evans avait coupé son émetteur et n'avait reçu aucun des messages de détresse du navire naufragé. Le Californian n'apprend de fait la nouvelle qu'au petit matin, et se rend du mieux qu'il le peut sur les lieux du naufrage. Lorsqu'il arrive à New York, son équipage est dans un premier temps félicité pour son comportement héroïque, qui n'a pas porté ses fruits par cause de malchance.
Pendant l'enquête du sénateur Smith, cependant, un chauffeur du Californian, Ernest Gill, fait une déclaration à la presse. La nuit du naufrage, il était sorti fumer sur le pont et avait aperçu un navire en difficulté et des fusées de détresse. Gill en est certain, ce navire était le Titanic et se trouvait à moins de 20 milles. Gill a reçu une forte somme d'argent pour cette interview, aussi Smith décide-t-il de l'interroger pour démêler le vrai du faux. Le capitaine du Californian, Stanley Lord, rapporte cependant une version différente des faits. Le Titanic se trouvait, d'après les relevés de position, à un peu plus de 19 milles, et donc hors de vue. Cependant, un autre navire, de petite taille a été aperçu à quelque quatre milles avant de disparaître vers le sud-ouest. Selon Lord, un autre navire se trouvait entre les deux : c'est celui-ci qu'a aperçu Gill, et vers lequel se sont dirigés les naufragés. Smith, cependant, n'étudie pas cette piste, et considère que le Californian aurait dû bouger et aurait pu sauver nombre de vies. Interrogé par la commission britannique, Lord insiste sur un autre point : les fusées que ses officiers ont aperçu ne répondaient pas aux codes de détresse habituels et auraient plutôt été utilisées pour signaler que le navire était immobilisé par les glaces. La commission britannique attaque cependant Lord, et le considère comme l'un des fautifs de l'histoire. Selon elle, les deux navires n'étaient séparés que par une dizaine de milles, et le Californian aurait pu sauver de nombreuses vies, sinon toutes.
Des années durant « Lordistes » et « anti-Lordistes » s'opposent, et ce même bien après la mort du capitaine, dont la réputation et la carrière ont été ruinées par l'affaire. En 1985, l'épave du Titanic est découverte, ce qui permet d'établir que la position signalée dans les messages de détresse était erronée, et que le Californian se trouvait plus loin que ce qui était jusque-là admis. Sept ans plus tard, Lord est officiellement réhabilité : même s'il était immédiatement parti au secours du paquebot, il ne l'aurait pas atteint à temps. Le navire mystérieux aperçu par les témoins continue à intriguer. En 1962, un membre de l'équipage du Samson a déclaré que son navire était proche des lieux du drame et n'avait pas répondu aux fusées car il pensait pêcher dans une zone où cela était illégal, mais ce témoignage prête à débat,.

## Un impact fort sur la marine

### Nouvelles règles de sécurité

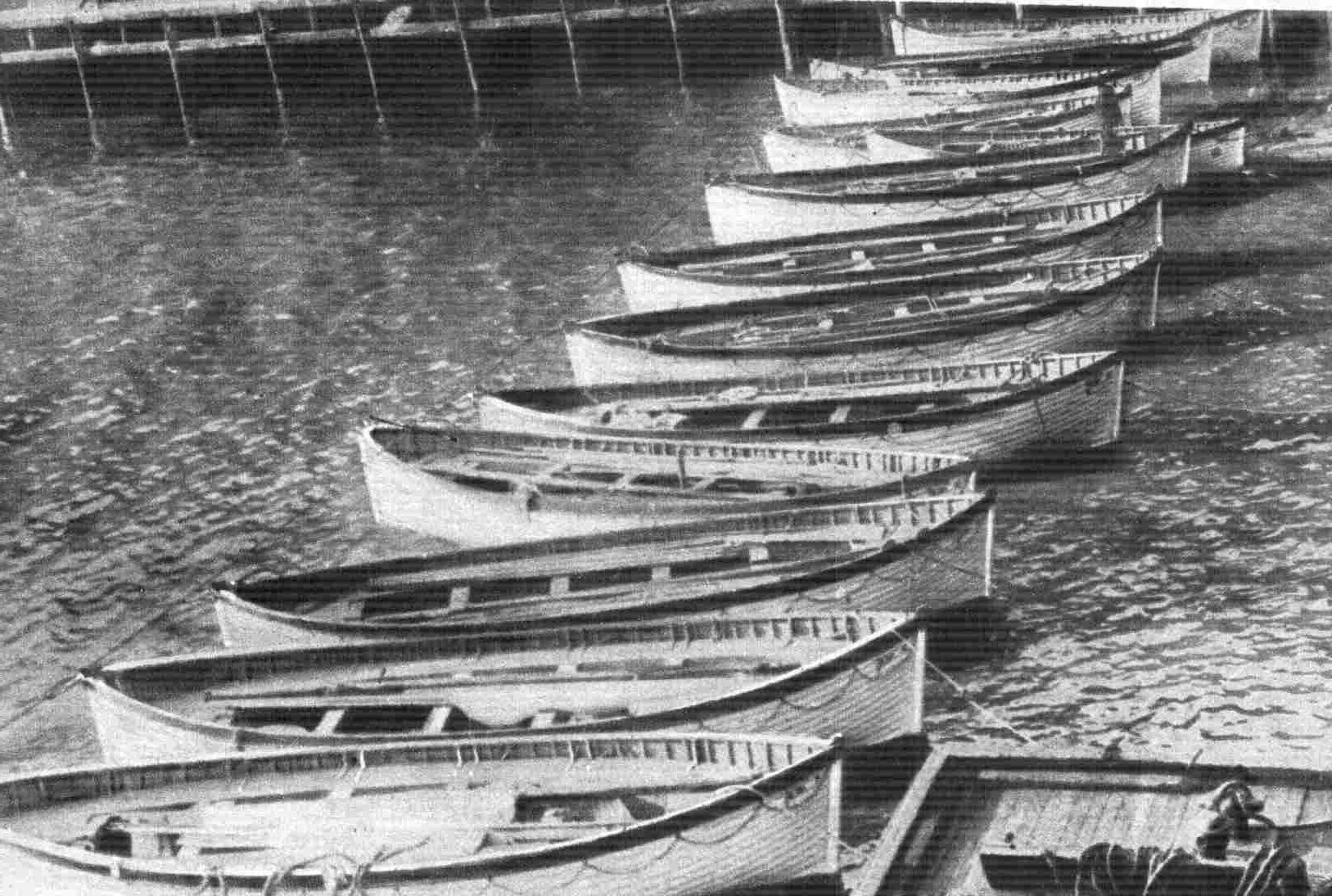
À la suite du naufrage, les commissions recommandent que chaque navire soit équipé de canots en nombre suffisant.

Si elles ont pu se voir reprocher leur manque d'objectivité et parfois de rigueur, les commissions d'enquête sur le naufrage du Titanic ont donné lieu à de nombreuses directives pour répondre aux différents problèmes relevés, ce qui confère au naufrage son caractère d'événement fondateur dans l'histoire de la sécurité en mer. Les deux commissions font en effet un grand nombre de recommandations. Les navires devront désormais être équipés de canots de sauvetage en nombre suffisant pour tous les passagers, et des exercices d'évacuation devront avoir lieu régulièrement (le manque d'organisation de l'équipage a en effet conduit à ne pas remplir entièrement les canots). De plus, la commission américaine recommande que deux projecteurs de recherche équipent les navires, et que ceux-ci possèdent doubles coques et compartiments étanches. Elle insiste également sur la nécessité d'une veille radio 24 heures sur 24,.
La commission britannique recommande également la formation d'une commission internationale sur la question. C'est chose faite en 1913 avec la Solas. Celle-ci produit la Convention sur la sauvegarde de la vie humaine en mer, appliquée dès 1914 et remaniée en 1929, 1940, 1960 et 1974. Elle implique notamment que tout navire puisse être évacué en trente minutes maximum.

### Meilleure attention aux glaces

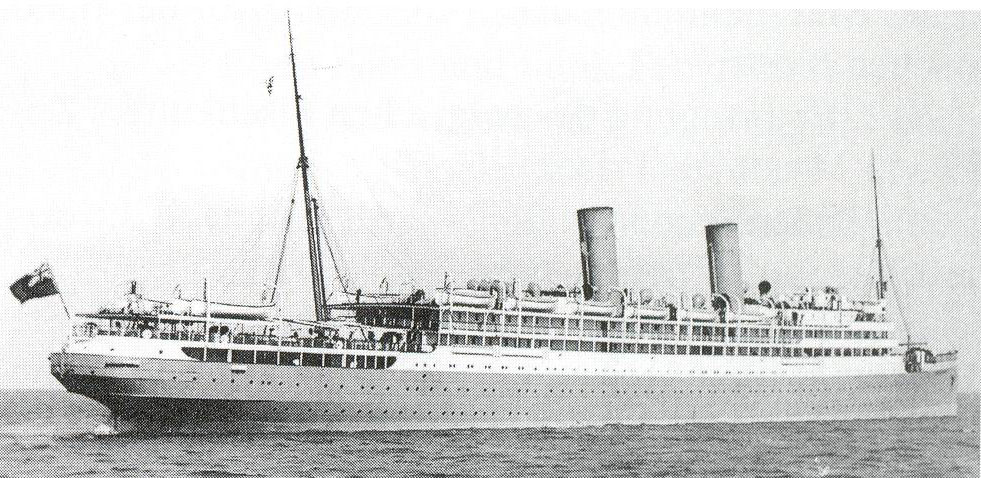
Le naufrage du Royal Edward a été évité en 1914 grâce aux leçons retenues du naufrage du Titanic.

Jusqu'au naufrage du Titanic, aucun naufrage dû aux glaces n'avait causé de grands nombres de victimes. Les principales craintes des constructeurs étaient les incendies, les tempêtes et les abordages entre navires. Ce n'est qu'avec cette catastrophe que les glaces deviennent véritablement un danger reconnu. Il s'agit dès lors de les repérer et de les éviter. Dès 1912, la marine américaine charge deux de ses navires, le Chester et le Birmingham, de patrouiller pour repérer les icebergs. Peu après, les garde-côtes américains prennent le relais. Le 20 janvier 1914, les États-Unis et 13 autres pays fondent la Patrouille internationale des glaces (IIP), chargée officiellement de la surveillance et du signalement des glaces. À l'exception de la durée des deux Guerres mondiales, l'IIP remplit continuellement son office depuis sa fondation, bénéficiant désormais de l'appui de 17 gouvernements. Depuis sa fondation, aucune vie n'a été perdue à cause des glaces dans les zones surveillées.
Le naufrage du Titanic donne également une leçon sur la façon dont les glaces, et plus généralement tous les obstacles, doivent être abordés. Lorsqu'il a aperçu l'iceberg, le premier officier Murdoch a en effet ordonné de faire tourner le navire à gauche, ce qui a eu pour conséquence de faire racler la glace sur le flanc du paquebot et de percer plus de compartiments que le maximum toléré par le navire. Dès les enquêtes, les experts s'accordent à dire qu'une collision frontale aurait causé en apparence plus de dégâts, mais aurait permis au Titanic de se maintenir à flot. Cette théorie est rapidement avérée. En 1914, le navire Royal Edward traverse une zone embrumée lorsqu'un iceberg est signalé droit devant. Le commandant, qui déclare par la suite avoir pensé à l'erreur de Murdoch, donne l'ordre de faire machine arrière pour ralentir le navire, mais ne fait pas changer le cap. La collision endommage fortement l'étrave, mais le navire tient, et ses 800 passagers s'en sortent indemnes.